# Andréa Maltarolli
Andréa Maltarolli (Rio de Janeiro, 28 de setembro de 1962 — Rio de Janeiro, 22 de setembro de 2009) foi uma autora de telenovelas brasileiras. Escreveu novelas como Malhação, além de ter sido colaboradora do autor Sílvio de Abreu. Escreveu, em 2008, Beleza Pura, sua primeira e única novela como autora principal; colaborou também com outros programas da TV Globo, como Escolinha do Professor Raimundo e Zorra Total.
Andréa concebeu também uma minissérie sobre a história do amor entre Lota Macedo Soares e Elisabeth Bishop, chegando a esboçar o primeiro dos seis capítulos para a TV Globo (bem antes de que sequer tivesse sido cogitado o filme).

## Biografia
Formada em História e em Comunicação Social, Andréa Maltarolli fez sua estreia na televisão um ano após chegar à Rede Globo, em 1995, na primeira fase do seriado Malhação, tendo sido uma das criadoras deste que tornou-se o maior seriado da televisão brasileira. Permaneceu na equipe de roteiristas até 2003. A partir daí passou a desenvolver outros projetos, entre eles sinopses de novelas.
Em 2005, aprovou a sinopse da novela Operação Vaca Louca, que, por ser uma comédia rural, acabou por não ser realizada. Em 2008, teve sua primeira e única novela solo, Beleza Pura, no horário das sete da noite da Rede Globo. Do final de 2008 para meados de 2009, adaptou para o teatro a história em quadrinhos Mulheres Alteradas, que fora criada pela cartunista argentina Maitena Burundarena.
Em setembro de 2009, Andréa Maltarolli faleceu em decorrência de um câncer, no Rio de Janeiro, aos 46 anos de idade. Na época, Andréa seria autora de uma nova trama, com título provisório de Búu. Com a morte da autora, o projeto inicialmente foi assumido por Maria Adelaide Amaral, mas a Rede Globo acabou decidindo que a trama seria escrita por Daniel Ortiz, com supervisão de Sílvio de Abreu; com o título Alto Astral, foi exibida entre 3 de novembro de 2014 e 8 de maio de 2015; a família de Andréa mantém junto com a UniverCidade um projeto social no morro Pavão-Pavãozinho com o nome Solar Meninos de Luz.

## Trabalhos na televisão
Telenovelas
| Ano       | Trabalho      | Emissora   | Escalação                         | Parceiros Titulares                                                  | Nota               |
| --------- | ------------- | ---------- | --------------------------------- | -------------------------------------------------------------------- | ------------------ |
| 1995/1998 | Malhação      | Rede Globo | Autora principal                  | Emanoel Jacobina                                                     | Temporada 1, 2 e 3 |
| 1998/1999 | Malhação.com  | Rede Globo | Autora principal                  | Charles Peixoto, Miguel Paixa e Ronaldo Santos (Supervisão de Texto) | Temporada 5        |
| 2001/2002 | Malhação 2001 | Rede Globo | Autora principal                  | Emanoel Jacobina (Supervisão de Texto)                               | Temporada 8        |
| 2002/2003 | Malhação 2002 | Rede Globo | Autora principal                  |                                                                      | Temporada 9        |
| 2008      | Beleza Pura   | Rede Globo | Autora principal                  | Silvio de Abreu (Supervisão de Texto)                                |                    |
| 2014      | Alto Astral   | Rede Globo | Criadora da sinopse; obra póstuma | Daniel Ortiz                                                         |                    |